# Bullpadel
Bullpadel es una marca deportiva española creada en 1995, pero adquirida en 2005 por la empresa deportiva madrileña Aguirre & Cía. Bullpadel se especializa en la producción de productos para el pádel, como palas de pádel, calzado o productos textiles.

## Historia
Bullpadel se creó en 1995, en la búsqueda de la creación de palas de pádel. Aunque la primera idea fue la fabricación de palas de madera, finalmente se utilizó como material la goma, que era el material con el que se estaban extendiendo las palas de pádel.
En 2005, tras ser comprada por la empresa española Aguirre & Cía empezaron a fabricar sus propios productos textiles y zapatillas especiales para jugar al pádel.
En la actualidad, Paquito Navarro, Martín Di Nenno, Juan Tello y Fede Chingotto en categoría masculina y en categoría femenina Alejandra Salazar, Gemma Triay, Delfi Brea y Claudia Jensen están patrocinados por Bullpadel.